# Sampford Courtenay (stacja kolejowa)
Sampford Courtenay – stacja kolejowa w hrabstwie Devon na linii kolejowej Dartmoor Line. Stacja niewyposażona w sieć trakcyjną. Jest jedyną stacją pośrednią na linii.

## Ruch pasażerski
Ruch pasażerski na tej stacji jak i na całej linii odbywa się wyłącznie w niedzielę - linię obsługują trzy pociągi dziennie. Stacja posiada połączenie z Okehampton, Crediton i Exeterem.